# イッツ・ソー・イージー
「’’’イッツ・ソー・イージー’’’」（"It's So Easy!"）は、バディ・ホリーとノーマン・ペティが作詞作曲した楽曲。この曲は最初に1958年にザ・クリケッツのシングルとして発売されたがチャートには入らなかった。この曲はホリーがクリケッツに在籍している間の最後のシングルとなった。
リンダ・ロンシュタットによる1977年のカバーバージョンはBillboard Hot 100でトップ5に入った。

## ザ・クリケッツ バージョン

### 背景
曲は1958年の6月から8月の間にニューメキシコ州クラヴィスにあるノーマン・ペティのスタジオで録音された。
ホリーは1958年10月28日のテレビ番組『アメリカン・バンドスタンド』での「イッツ・ソー・イージー」と、やはり彼の曲の「ハートビート」の収録をリップシンクで行った。
クリケッツは「イッツ・ソー・イージー」をブランズウィック・レコード向けに録音し、1958年に45回転シングルとしてリリースされたが、チャートには入らなかった。シングルのB面は "Lonesome Tears" で、トミー・オルサップが両曲のリード・ギターを受け持った。

## リンダ・ロンシュタット バージョン

### 背景
リンダ・ロンシュタットはピーター・アッシャーのプロデュースで1977年のアルバム 『夢はひとつだけ』に「イッツ・ソー・イージー」を録音した。この録音は同年の秋にアサイラム・レコードからシングルとして発売された。この曲は彼女の「ブルー・バイユー」と同時にビルボードのトップ5に入った。カナダでも9位、イギリスでも11位に到達した。ロンシュタットのバージョンは2005年の映画『ブロークバック・マウンテン』で使用された。

## チャートでの成績
| チャート(1977年–78年)                      | 最高 順位 |
| ------------------------------------------ | --------- |
| ベルギー                                   | 4         |
| カナダ RPM Top Singles                     | 9         |
| デンマーク                                 | 6         |
| ドイツ                                     | 47        |
| オランダ                                   | 13        |
| ニュージーランド                           | 11        |
| 南アフリカ (Springbok Radio)               | 4         |
| スイス                                     | 6         |
| イギリス                                   | 11        |
| 全米ビルボード・ホット100                  | 5         |
| 全米ビルボード・アダルト・コンテンポラリー | 37        |
| 全米ビルボード・カントリー                 | 81        |

| チャート(1977年) | Rank |
| ---------------- | ---- |
| カナダ           | 107  |

| チャート(1978年)          | Rank |
| ------------------------- | ---- |
| カナダ                    | 178  |
| スイス                    | 26   |
| 全米ビルボード・ホット100 | 90   |

## その他のバージョン
- ボビー・ヴィー、ジ・アストロノーツ、スキータ・デイヴィス、ザ・トラッシュメン、コニー・フランシス、ハンク・マーヴィン、マイク・ベリー（英語版）とジ・アウトローズ、P.J.プロビー（英語版）、クリス・スペディングがこの曲のカバーバージョンを録音している。
- ビートルズはこの曲を1969年のアルバム『レット・イット・ビー』のセッションでこの曲を演奏した。
- デニー・レインは1976年にポール・マッカートニーのプロデュースで45回転シングル(EMI 2523)として発売した。
- ゲイリー・ビジーは1978年の映画『バディ・ホリー・ストーリー（英語版）』でこの曲を演奏した。
- ウェイロン・ジェニングスとクリケッツもまたこの曲をゾーイ・デシャネル同様にこの曲を録音した。
- アルビンとチップマンクスはテレビ番組『アルビンとチップマンクス』の1987年のエピソード「セオドアは運がいい "Theodore Lucks Out"」 でこの曲をカバーした。
- ポール・マッカートニーは2011年のバディ・ホリー生誕75周年トリビュートでこの曲の2つのバージョンを録音した。

## 参照元
- Amburn, Ellis (1996). Buddy Holly: A Biography. St. Martin's Press. ISBN 978-0-312-14557-6.
- Bustard, Anne (2005). Buddy: The Story of Buddy Holly. Simon & Schuster. ISBN 978-1-4223-9302-4.
- Dawson, Jim; Leigh, Spencer (1996). Memories of Buddy Holly. Big Nickel Publications. ISBN 978-0-936433-20-2.
- Gerron, Peggy Sue (2008). Whatever Happened to Peggy Sue? Togi Entertainment. ISBN 978-0-9800085-0-0.
- Goldrosen, John (1975). Buddy Holly: His Life and Music. Popular Press. ISBN 0-85947-018-0.
- Goldrosen, John; Beecher, John (1996). Remembering Buddy: The Definitive Biography. New York: Da Capo Press. ISBN 0-306-80715-7.
- Gribbin, John (2009). Not Fade Away: The Life and Music of Buddy Holly. London: Icon Books. ISBN 978-1-84831-034-6.